# Electron carinatum
Electron carinatum е вид птица от семейство Момотови (Momotidae). Видът е световно застрашен, със статут Уязвим.

## Разпространение
Видът е разпространен в Белиз, Гватемала, Коста Рика, Мексико, Никарагуа и Хондурас.